# Amin El Boujdaini

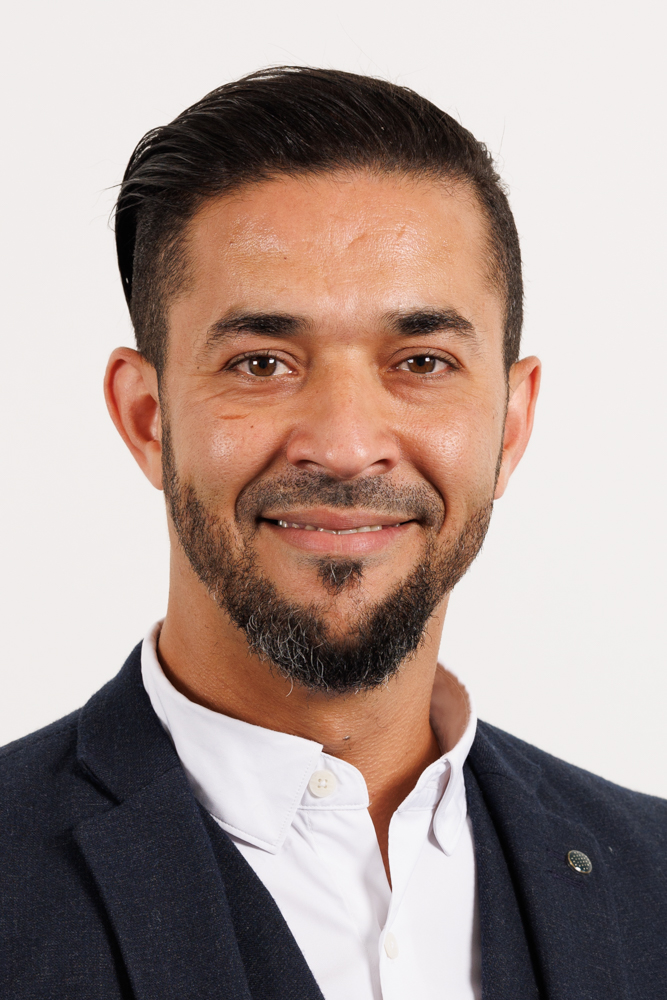
Amin El Boujdaini

Amin El Boujdaini (Brussel, 9 oktober 1981) is een Belgisch politicus voor de liberale MR.

## Biografie
El Boujdaini is van Marokkaanse afkomst. Hij werd vanaf 2001 bestuurder in verschillende ondernemingen in de detailhandel en de horeca en een taxibedrijf. In 2023 stichtte hij tevens de vzw 1 Pact, die richt op het ondersteunen van solidariteitsprojecten rond sport, cultuur, sociale thema's economische ontwikkeling en gezondheid in Brussel en de strijd tegen discriminatie en geweld en intimidatie. 
Voor de liberale MR werd hij in oktober 2018 verkozen tot gemeenteraadslid van Anderlecht, hetgeen hij bleef tot in december 2024. Onder het voorzitterschap van Georges-Louis Bouchez werd El Boujdaini eveneens afgevaardigde voor het middenveld binnen de partijleiding van de MR, waarmee de partij de banden wilde aanhalen met de Marokkaanse gemeenschap in Brussel. Daarnaast werd hij onder fractievoorzitter en stadsgenoot Gaëtan Van Goidsenhoven halftijds medewerker van de MR-fractie in de Senaat.
Bij de Brusselse gewestverkiezingen van juni 2024 werd El Boujdaini voor de MR verkozen in het Brussels Hoofdstedelijk Parlement. Hij werd er lid van de commissies Binnenlandse Zaken en Begroting en Rekening van het Parlement. 